# Rampage – Tombolás
A Rampage – Tombolás 2018-ban bemutatott amerikai sci-fi akció-kalandfilm, melyet Brad Peyton rendezett az azonos nevű Midway Games videójáték-sorozat alapján. A főszereplők Dwayne Johnson, Naomie Harris, Malin Åkerman, Joe Manganiello, Jake Lacy, Marley Shelton és Jeffrey Dean Morgan.
Az Amerikai Egyesült Államokban 2018. április 13-án mutatta be a Warner Bros. és a New Line Cinema 2D, Real D 3D és IMAX formátumokban, míg Magyarországon egy nappal hamarabb szinkronizálva, április 12-én az InterCom Zrt. forgalmazásában.
A film végigköveti Davis Okoye primatológust, akinek össze kell fognia az ő George nevű barátjával, egy ezüsthátú albinó gorillával, aki egy kísérlet után hatalmas méretű dühöngő vadállattá válik. A duónak együttes erővel meg kell állítania a várost ellepő szörnyek invázióját. 
A film főforgatása 2017. április 17-én kezdődött Chicagóban (Illinois). Atlanta és Georgia egyes részein is forgattak.

## Cselekménye
Az Athena-1, az Energyne génmanipulációs cég tulajdonában lévő űrállomás megsemmisül, miután egy laboratóriumi patkány mutálódik és pusztítást végez. Kerry Atkinsnak, a legénység egyetlen túlélő tagjának sikerül elmenekülnie a mentőkabinban, amikor az állomás felrobban, a patogén tartályokkal együtt, amelyeket az Energyne vezérigazgatója, Claire Wyden utasítja, hogy szerezzen vissza, de a kabin a visszatéréskor széthullik, megöli őt, és törmeléknyomokat hagy maga után az Amerikai Egyesült Államokban. Az egyik tartályt egy amerikai krokodil nyeli le az Evergladesben, egy másik pedig a wyomingi erdőben landol, ahol egy farkas megfertőződik a kórokozóval.
Davis Okoye primatológus, az amerikai hadsereg egykori különleges alakulatának katonája és egy orvvadászat elleni egység tagja a San Diego-i vadvédelmi központban dolgozik. Összebarátkozott egy George nevű ritka albínó nyugat-alföldi gorillával, akit az orvvadászoktól mentett meg, akik megölték az anyját, és jelnyelven kommunikál vele. Az egyik tartály lezuhan George élőhelyén, és ő is megfertőződik a kórokozóval.
Amikor George jelentősen megnő és egyre agresszívabbá válik, Davisszel kapcsolatba lép Dr. Kate Caldwell genetikai mérnök, aki elmagyarázza, hogy a kórokozót az Energyne fejlesztette ki, hogy tömegesen átírja a géneket. Azt remélte, hogy a CRISPR-rel mint a betegségek lehetséges gyógymódjával kapcsolatos kutatásokat előbbre tudja vinni, de rájött az Energyne tervére, hogy biológiai fegyverként használja, és tévesen bebörtönözték, ami alatt a halálos beteg bátyja meghalt. George megszökik a fogságból, és ámokfutásba kezd a rezervátumban. George-ot megnyugtatják, de hamarosan elfogja a Harvey Russell ügynök vezette kormánycsapat, és a Boeing C-17 Globemaster III repülőgépre ültetik. Eközben Claire és testvére, Brett felügyeli egy zsoldoscsapat kísérletét a mutáns farkas, Ralph elfogására, ami kudarccal és az egész csapat lemészárlásával végződik.
Claire abban a reményben, hogy elfogja Ralphot, és George-ot felhasználja a terve elfedésére, egy hatalmas adót használ a Willis Tower tetején, hogy az állatokat - amelyeket úgy terveztek, hogy egy bizonyos rádiófrekvenciára agresszívan reagáljanak - Chicagóba csalogassa, mit sem törődve azzal, hogy ez milyen nagy kockázatot jelent a civil életekre nézve. George hevesen reagál a hangra, és lezuhan a repülőgép, bár Davis, Kate és Russell ejtőernyővel biztonságba kerül. George túléli a balesetet, és csatlakozik Ralphhoz, aki Chicagóba tart, míg Davis és Kate Russell segítségével ellopnak egy katonai helikoptert, amellyel üldözni kezdik őket.
Amikor megérkeznek, George-t és Ralph-ot a városon átvágva találják, miközben a hadsereg küzd ellenük. A helyzet tovább romlik, amikor a mutálódott krokodil, Lizzie csatlakozik a duóhoz, még több áldozatot szerezve. Davis és Kate azt tervezik, hogy ellopnak egy ellenszert, amivel az állatok visszaváltoznának normális állapotba, ezért behatolnak az Energyne bázisára a toronyba, és több fiolát elvisznek, de Claire és Brett elfogja őket, amikor kiderül, hogy az ellenszer csak az állatok fokozott agresszivitását szünteti meg, nem pedig a többi hatást fordítja vissza, ezért lelövi Davist, aki azonban túléli. Amikor George felmászik a torony tetejére, Claire megparancsolja Davisnek, hogy terelje el a figyelmét, míg ő fegyverrel a kezében megpróbál elmenekülni Kate-tel. Kate egy fiolát csúsztat Claire táskájába, és George felé löki, aki a fiolával együtt egészben lenyeli Claire-t, és ezzel visszanyeri normális személyiségét. Lent Russell terhelő bizonyítékot vesz el Brett-től, akit a lezuhanó törmelék halálra zúz. Miközben a megrongált torony összeomlik, Davis és Kate úgy éli túl, hogy egy helikopterrel kényszerleszállást hajt végre a Federal Plaza-n.
Davis marad, hogy segítsen George-nak legyőzni a többi állatot, míg Kate és Russell igyekszik megakadályozni, hogy a hadsereg MOAB-ot vessen be ellenük. George megküzd Ralph-fal, akit Davis rávesz, hogy Lizzie felé haladjon, aki az állkapcsával lefejezi. Lizzie üldözőbe veszi Davist, de George időben közbelép, hogy Davis gránátokkal ártalmatlanná tegye. Lizzie azonban túléli, és legyőzi George-ot, akit egy betonacél felnyársal. Davis egy lezuhant Apache harci helikopter segítségével eltereli Lizzie figyelmét, de majdnem meghal, mielőtt a sérült George ugyanezzel a betonacéllal szemen szúrja Lizzie-t, és megöli.
A fenyegetés semlegesítése után a légitámadást megszakítják. A támadás után George és Davis, valamint Kate és Russell segít megtisztítani a várost a törmelékektől és megmenteni a civileket.

## Szereposztás
| Davis Okoye           | Dwayne Johnson | Galambos Péter     |
| Davis Okoye           | Primatológus és egy orvvadászellenes egység vezetője Ruandában.                                                                         |                    |
| Dr. Kate Caldwell     | Naomie Harris | Nádasi Veronika    |
| Dr. Kate Caldwell     | Kegyvesztett genetikai mérnök, aki összedolgozik Okeyével.                                                                              |                    |
| Burke                 | Joe Manganiello | Sarádi Zsolt       |
| Burke                 | Egy privát katonai csoport vezetője. |                    |
| Claire Wyden          | Malin Åkerman | Létay Dóra         |
| Claire Wyden          | A George, Ralph és Lizzie megfertőződéséért és mutációjáért felelős Energyne cég vezérigazgatója.                                       |                    |
| Harvey Russell ügynök | Jeffrey Dean Morgan | Mihályfi Balázs    |
| Harvey Russell ügynök | Kormányügynök, aki egy OGA nevű ügynökségnek dolgozik.                                                                                  |                    |
| Brett Wyden           | Jake Lacy | Jakab Márk         |
| Brett Wyden           | Claire gyengeelméjű testvére. |                    |
| Dr. Kerry Atkins      | Marley Shelton | Kisfalvi Krisztina |
| Dr. Kerry Atkins      | Egy tudós és űrhajós. |                    |
| Nelson                | P. J. Byrne | Kovács Lehel       |
| Nelson                | Tudós, és Davis barátja |                    |
| George                | Jason Liles | Jelnyelv           |
| George                | Albínó ezüstházú gorilla, azon állatok egyike, amelyek egy különös vegyi anyag belélegzése során kolosszális méretű szörnnyé változnak. |                    |
| Park ügynök           | Will Yun Lee | Magyar Bálint      |
| Park ügynök           | Russell egyik társa. |                    |
| Zammit                | Matt Gerald | Horváth Gergely    |
| Zammit                | – |                    |
| Connor                | Jack Quaid | Szatory Dávid      |
| Connor                | – |                    |